# Gillellus uranidea
Gillellus uranidea är en fiskart som beskrevs av Böhlke, 1968. Gillellus uranidea ingår i släktet Gillellus och familjen Dactyloscopidae. Inga underarter finns listade i Catalogue of Life.